# Leopoldo Girelli
Leopoldo Girelli (ur. 13 marca 1953 w Predore) – włoski duchowny katolicki, arcybiskup, nuncjusz apostolski w Indiach i Nepalu.

## Życiorys
17 stycznia 1978 otrzymał święcenia kapłańskie i został inkardynowany do diecezji Bergamo. W 1984 rozpoczął przygotowanie do służby dyplomatycznej na Papieskiej Akademii Kościelnej. 
13 kwietnia 2006 został mianowany przez Benedykta XVI nuncjuszem apostolskim w Indonezji oraz arcybiskupem tytularnym Capreae. Sakry biskupiej 17 czerwca 2006 r. udzielił mu ówczesny Sekretarz Stanu Angelo Sodano. Od października 2006 był równocześnie nuncjuszem w Timorze Wschodnim.
13 stycznia 2011 został przeniesiony do nuncjatury w Singapurze, będąc jednocześnie delegatem apostolskim w Malezji i Brunei. Ponadto z racji braku oficjalnych relacji Watykanu z Wietnamem jest również nierezydującym papieskim przedstawicielem dla Wietnamu. 18 czerwca został ponadto nuncjuszem akredytowanym przy ASEAN.
16 stycznia 2013, w związku z nominacją pierwszego nuncjusza rezydującego w Malezji, utracił akredytację w Malezji, Brunei i na Timorze Wschodnim. 
13 września 2017 papież Franciszek przeniósł go na stanowisko nuncjusza apostolskiego w Izraelu, zastępując na tym stanowisku Giuseppe Lazzarotto. Uroczyste ingresy przez Bramę Jafską oraz do Bazyliki Bożego Grobu w Jerozolimie odbyły się 14 grudnia 2017.
13 marca 2021 papież Franciszek przeniósł go na stanowisko nuncjusza apostolskiego w Indiach. 13 września 2021 został jednocześnie akredytowany w Nepalu.